# Sfinksen (kulle i Antarktis, lat -72,30, long -3,78)
Sfinksen är en kulle i Antarktis. Den ligger i Östantarktis. Norge gör anspråk på området. Toppen på Sfinksen är 1 565 meter över havet.
Terrängen runt Sfinksen är huvudsakligen platt, men västerut är den kuperad. Trakten är obefolkad. Det finns inga samhällen i närheten. 